# الحوك (مديرية)

تعديل مصدري - تعديل

مديرية الحوك إحدى مديريات مدينة الحديدة في غرب اليمن. بلغ عدد سكانها 155,369 نسمة عام 2004.